# Andy Brown (Musiker)
Andy Brown (* 5. März 1962 in Mberengwa; † 16. März 2012 in Parirenyatwa) war ein Musiker aus Simbabwe.

## Leben
Andy Brown wuchs in einem ländlichen Gebiet auf und zog nach Bulawayo, um dort in die Schule zu gehen. Hier gründete er seine erste Band Impact. 1986 schloss er sich der Gruppe Ilanga an, in welcher er als Gitarrist aktiv war und zwei Alben produzierte. 1989 verließ Brown die Band und startete seine Solokarriere. Mit seiner eigenen Band The Storm war er jahrelang aktiv und äußerst populär in Simbabwe.
Browns politische Haltung war recht kontrovers, da er sich gegen die aktuelle Regierungspartei ausgesprochen hat, jedoch auch Mitglied des ZANU-PF war und sich für die Landreform in Simbabwe einsetzte.
Am 16. März 2012 starb er nach kurzer Krankheit.

## Diskografie (Auswahl)
- 1997: Tigere (Zimbabwe Music Corporation)
- 1999: Hondo ye Sadza (Zimbabwe Music Corporation)
- 2011: Tongogara (Zimbabwe Music Corporation)